# Államok vezetőinek listája 1978-ban
Ezen az oldalon az 1978-ban fennálló államok vezetőinek névsora olvasható földrészek, majd országok szerinti bontásban.

## Európa
- Albánia (népköztársaság)
  - A kommunista párt főtitkára – Enver Hoxha (1944–1985)
  - Államfő - Haxhi Lleshi (1953–1982), lista
  - Kormányfő - Mehmet Shehu (1954–1981), lista
- Andorra (parlamentáris társhercegség)
  - Társhercegek
    - Francia társherceg - Valéry Giscard d’Estaing (1974–1981), lista
    - Episzkopális társherceg - Joan Martí i Alanis (1971–2003), lista
- Ausztria (szövetségi köztársaság)
  - Államfő - Rudolf Kirchschläger (1974–1986), lista
  - Kancellár - Bruno Kreisky (1970–1983), szövetségi kancellár lista
- Belgium (parlamentáris monarchia)
  - Uralkodó - I. Baldvin király (1951–1993)
  - Kormányfő - 
    1. Leo Tindemans (1974–1978)
    2. Paul Vanden Boeynants (1978–1979), lista
- Bulgária (népköztársaság)
  - A kommunista párt vezetője – Todor Zsivkov (1954–1989), a Bolgár Kommunista Párt főtitkára
  - Államfő - Todor Zsivkov (1971–1989), lista
  - Kormányfő - Sztanko Todorov (1971–1981), lista
- Ciprus (köztársaság)
  - Államfő - Szpírosz Kiprianú (1977–1988), lista
  -  Észak-Ciprus (1975 óta török megszállás alatt)
    - Államfő - Rauf Raif Denktaş (1975–2005), lista
    - Kormányfő - 
      1. Nejat Konuk (1976–1978)
      2. Osman Örek (1978)
      3. Mustafa Çağatay (1978–1985), lista
- Csehszlovákia (népköztársaság)
  - A kommunista párt vezetője – Gustáv Husák (1969–1987), a Csehszlovák Kommunista Párt főtitkára
  - Államfő - Gustáv Husák (1975–1989), lista
  - Kormányfő - Lubomír Štrougal (1970–1988), lista
- Dánia (parlamentáris monarchia)
  - Uralkodó - II. Margit királynő (1972–2024)
  - Kormányfő - Anker Jørgensen (1975–1982), lista
  -  Feröer
    - Kormányfő – Atli Pætursson Dam (1970–1981), lista

  -  Grönland
    - Kormányfő – Lars Chemnitz (1971–1979), a Landsråd elnöke, lista
- Egyesült Királyság (parlamentáris monarchia)
  - Uralkodó - II. Erzsébet Nagy-Britannia királynője (1952–2022)
  - Kormányfő - James Callaghan (1976–1979), lista
- Finnország (köztársaság)
  - Államfő - Urho Kekkonen (1956–1981), lista
  - Kormányfő - Kalevi Sorsa (1977–1979), ügyvezető, lista
  -  Åland – 
    - Kormányfő – Alarik Häggblom (1972–1979)
- Franciaország (köztársaság)
  - Államfő - Valéry Giscard d’Estaing (1974–1981), lista
  - Kormányfő – Raymond Barre (1976–1981), lista
- Görögország (köztársaság)
  - Államfő - Konsztantínosz Cácosz (1975–1980), lista
  - Kormányfő - Konsztantínosz Karamanlisz (1974–1980), lista
- Hollandia (parlamentáris monarchia)
  - Uralkodó - Julianna királynő (1948–1980)
  - Miniszterelnök - Dries van Agt (1977–1982), lista
  -  Holland Antillák (a Holland Királyság tagállama)
    - lásd Észak-Amerikánál
- Izland (köztársaság)
  - Államfő - Kristján Eldjárn (1968–1980), lista
  - Kormányfő - 
    1. Geir Hallgrímsson (1974–1978)
    2. Ólafur Jóhannesson (1978–1979), lista
- Írország (köztársaság)
  - Államfő - Patrick Hillery (1976–1990), lista
  - Kormányfő - Jack Lynch (1977–1979), lista
- Jugoszlávia (népköztársaság)
  - A kommunista párt vezetője – Josip Broz Tito (1936–1980), a Jugoszláv Kommunista Liga Elnökségének elnöke
  - Államfő - Josip Broz Tito (1953–1980), Jugoszlávia Elnöksége elnöke, lista
  - Kormányfő - Veselin Đuranović (1977–1982), lista
- Lengyelország (népköztársaság)
  - A kommunista párt vezetője – Edward Gierek (1970–1980), a Lengyel Egyesült Munkáspárt KB első titkára
  - Államfő - Henryk Jabłoński (1972–1985), lista
  - Kormányfő - Piotr Jaroszewicz (1970–1980), lista
- Liechtenstein
  - Uralkodó - II. Ferenc József herceg (1938–1989)
  - Kormányfő - 
    1. Walter Kieber (1974–1978)
    2. Hans Brunhart (1978–1993), lista
- Luxemburg (parlamentáris monarchia)
  - Uralkodó - János nagyherceg (1964–2000)
  - Kormányfő - Gaston Thorn (1974–1979), lista
- Magyarország (népköztársaság)
  - A kommunista párt vezetője – Kádár János (1956–1988), a Magyar Szocialista Munkáspárt első titkára
  - Államfő - Losonczi Pál (1967–1987), az Elnöki Tanács elnöke, lista
  - Kormányfő - Lázár György (1975–1987), lista
- Málta (köztársaság)
  - Államfő - Anton Buttiġieġ (1976–1981), lista
  - Kormányfő - Dom Mintoff (1971–1984), lista
- Monaco
  - Uralkodó - III. Rainier herceg (1949–2005)
  - Államminiszter - André Saint-Mleux (1972–1981), lista
- NDK (Német Demokratikus Köztársaság) (népköztársaság)
  - A kommunista párt vezetője – Erich Honecker (1971–1989), a Német Szocialista Egységpárt főtitkára
  - Államfő – Erich Honecker (1976–1989), az NDK Államtanácsának elnöke
  - Kormányfő – Willi Stoph (1976–1989), az NDK Minisztertanácsának elnöke
- NSZK (Német Szövetségi Köztársaság) (szövetségi köztársaság)
  - Államfő - Walter Scheel (1974–1979), lista
  - Kancellár - Helmut Schmidt (1974–1982), lista
- Norvégia (parlamentáris monarchia)
  - Uralkodó - V. Olaf király (1957–1991)
  - Kormányfő - Odvar Nordli (1976–1981), lista
- Olaszország (köztársaság)
  - Államfő - 
    1. Giovanni Leone (1971–1978)
    2. Amintore Fanfani, ügyvivő, (1978)
    3. Sandro Pertini (1978–1985), lista

  - Kormányfő - Giulio Andreotti (1976–1979), lista
- Portugália (köztársaság)
  - Államfő - António Ramalho Eanes (1976–1986), lista
  - Kormányfő - 
    1. Mário Soares (1976–1978)
    2. Alfredo Nobre da Costa (1978)
    3. Carlos Mota Pinto (1978–1979), lista
- Románia (népköztársaság)
  - A kommunista párt vezetője – Nicolae Ceaușescu (1965–1989), a Román Kommunista Párt főtitkára
  - Államfő - Nicolae Ceaușescu (1967–1989), lista
  - Kormányfő - Manea Mănescu (1974–1979), lista
- San Marino (köztársaság)
  - Régenskapitányok
- Spanyolország (parlamentáris monarchia)
  - Uralkodó - I. János Károly király (1975–2014)
  - Kormányfő - Adolfo Suárez (1976–1981), lista
- Svájc (konföderáció)
  - Szövetségi Tanács:[1]
Rudolf Gnägi (1965–1979), Ernst Brugger (1969–1978), Pierre Graber (1970–1978), Kurt Furgler (1971–1986), Willy Ritschard (1973–1983), elnök, Hans Hürlimann (1973–1982), Georges-André Chevallaz (1973–1983), Fritz Honegger (1978–1982), Pierre Aubert (1978–1987)
- Svédország (parlamentáris monarchia)
  - Uralkodó - XVI. Károly Gusztáv király (1973–)
  - Kormányfő - 
    1. Thorbjörn Fälldin (1976–1978)
    2. Ola Ullsten (1978–1979), lista
- Szovjetunió (szövetségi népköztársaság)
  - A kommunista párt vezetője – Leonyid Brezsnyev (1964–1982), a Szovjetunió Kommunista Pártjának főtitkára
  - Államfő – Leonyid Brezsnyev (1977–1982), lista
  - Kormányfő – Alekszej Koszigin (1964–1980), lista
- Vatikán (abszolút monarchia)
  - Uralkodó - 
    1. VI. Pál pápa (1963–1978)
    2. I. János Pál pápa (1978)
    3. II. János Pál pápa (1978–2005)

  - Államtitkár - Jean-Marie Villot (1969–1979), lista

## Afrika
- Algéria (köztársaság)
  - Államfő - 
    1. Houari Boumediene (1971–1978)
    2. Rabah Bitat (1978–1979), lista
- Angola (népköztársaság)
  - A kommunista párt vezetője – Agostinho Neto (1975–1979), az Angolai Munkáspárt Népi Mozgalmának főtitkára
  - Államfő - Agostinho Neto (1975–1979), lista
  - Kormányfő - Lopo do Nascimento (1975–1978), lista
- Benin (népköztársaság)
  - A kommunista párt vezetője – Mathieu Kérékou tábornok (1975–1990), a Benini Népi Forradalmi Párt főtitkára
  - Államfő - Mathieu Kérékou tábornok (1972–1991), lista
- Bissau-Guinea (köztársaság)
  - Államfő - Luís Cabral (1973–1980), lista
- Botswana (köztársaság)
  - Államfő - Sir Seretse Khama (1966–1980), lista
- Burundi (köztársaság)
  - Államfő - Jean-Baptiste Bagaza (1976–1987), lista
  - Kormányfő - Édouard Nzambimana (1976–1978), lista
- Csád (köztársaság)
  - Államfő - Félix Malloum (1975–1979), lista
  - Kormányfő –
    1. Félix Malloum (1975–1978)
    2. Hissène Habré (1978–1979), lista
- Comore-szigetek (köztársaság)
  - Államfő - 
    1. Ali Szoilíh (1976–1978)
    2. Szaid Atthoumani (1978), a Politikai-Katonai Igazgatóság elnöke
    3. Ahmed Abdallah és Mohamed Ahmed (1978), a Politikai-Katonai Igazgatóság társelnökei
    4. Ahmed Abdallah (1978–1989), lista

  - Kormányfő – 
    1. Abdallah Mohamed (1976–1978)
    2. Salim Ben Ali (1978–1982), lista
- Dél-afrikai Köztársaság (köztársaság)
  - Államfő - 
    1. Nicolaas Johannes Diederichs (1975–1978)
    2. Marais Viljoen (1978), ügyvivő
    3. B. J. Vorster (1978–1979), lista

  - Kormányfő - 
    1. B. J. Vorster (1966–1978)
    2. P. W. Botha (1978–1984), lista

  -  Bophuthatswana (el nem ismert állam)
    - Államfő - Lucas Mangope (1968–1994)[2]

  -  Transkei (el nem ismert állam)
    - Államfő - 
      1. Botha Sigcau (1976–1978)
      2. Zwelibanzi Maneli Mabandla (1978–1979)

    - Kormányfő - Kaiser Matanzima (1963–1979),[3] lista

  - Délnyugat-Afrika (Nemzetek Szövetsége mandátuma, dél-afrikai igazgatás alatt)
    - Főadminisztrátor – Marthinus T. Steyn (1977–1979), lista
- Dzsibuti (köztársaság)
  - Államfő - Hassan Gouled Aptidon (1977–1999), lista
  - Kormányfő - 
    1. Ahmed Dini Ahmed (1977–1978)
    2. Abdallah Mohamed Kamil (1978)
    3. Barkat Gourad Hamadou (1978–2001), lista
- Egyenlítői-Guinea (köztársaság)
  - Államfő - Masie Nguema Biyogo Ñegue Ndong (1968–1979), lista
- Egyiptom (köztársaság)
  - Államfő - Anvar Szadat (1970–1981), lista
  - Kormányfő - 
    1. Mamdouh Salem (1975–1978)
    2. Musztafa Khalíl (1978–1980), lista
- Elefántcsontpart (köztársaság)
  - Államfő - Félix Houphouët-Boigny (1960–1993), lista
- Etiópia (népköztársaság)
  - Államfő - Mengisztu Hailé Mariam alezredes (1977–1991), lista
- Felső-Volta (köztársaság)
  - Államfő - Sangoulé Lamizana (1966–1980), lista
  - Kormányfő -
    1. Sangoulé Lamizana (1974–1978)
    2. Joseph Conombo (1978–1980), lista
- Gabon (köztársaság)
  - Államfő - Omar Bongo (1967–2009), lista
  - Kormányfő - Léon Mébiame (1975–1990), lista
- Gambia (köztársaság)
  - Államfő - Sir Dawda Jawara (1970–1994), lista
- Ghána (köztársaság)
  - Államfő- 
    1. Ignatius Kutu Acheampong (1972–1978)
    2. Fred Akuffo (1978–1979), a Legfőbb Katonai Tanács elnöke, lista
- Guinea (köztársaság)
  - Államfő - Sékou Ahmad Touré (1958–1984), lista
  - Kormányfő – Louis Lansana Beavogui (1972–1984), lista
- Kamerun (köztársaság)
  - Államfő - Ahmadou Ahidjo (1960–1982), lista
  - Kormányfő – Paul Biya (1975–1982), lista
- Kenya (köztársaság)
  - Államfő - 
    1. Jomo Kenyatta (1964–1978)
    2. Daniel arap Moi (1978–2002), lista
- Kongói Köztársaság (népköztársaság)
  - Államfő - Joachim Yhombi-Opango (1977–1979), lista
  - Kormányfő – Louis Sylvain Goma (1975–1984), lista
- Közép-afrikai Császárság (monarchia)
  - Uralkodó - I. Bokassa császár (1966–1979),[4] Közép-Afrika császára
  - Kormányfő – 
    1. Ange-Félix Patassé (1976–1978)
    2. Henri Maïdou (1978–1979), lista
- Lesotho (alkotmányos monarchia)
  - Uralkodó - II. Moshoeshoe király (1965–1990)
  - Kormányfő - Leabua Jonathan (1965–1986),[5] lista
- Libéria (köztársaság)
  - Államfő - William R. Tolbert, Jr. (1971–1980), lista
- Líbia (köztársaság)
  - De facto országvezető - Moammer Kadhafi (1969–2011), lista
  - Névleges államfő - Moammer Kadhafi (1969–1979), Líbia Népi Kongresszusa főtitkára
  - Kormányfő - Abdul Ati al-Obeidi (1977–1979), lista
- Madagaszkár (köztársaság)
  - Államfő - Didier Ratsiraka altengernagy (1975–1993), lista
  - Kormányfő - Désiré Rakotoarijaona alezredes, (1977–1988), lista
- Malawi (köztársaság)
  - Államfő - Hastings Banda (1966–1994), lista
- Mali (köztársaság)
  - Államfő - Moussa Traoré vezérőrnagy (1968–1991), lista
- Marokkó (alkotmányos monarchia)
  - Uralkodó - II. Haszan király (1961–1999)
  - Kormányfő - Ahmed Oszmán (1972–1979), lista
  -  Nyugat-Szahara (részben elismert állam)
    - Államfő - Mohamed Abdelaziz (1976–2016), lista
    - Kormányfő - Mohamed Lamine Úld Ahmed (1976–1986), lista
- Mauritánia (köztársaság)
  - Államfő - 
    1. Moktar Úld Daddah (1960–1978)
    2. Musztafa Úld Szálek (1978–1979), lista
- Mauritius (monarchia)
  - Uralkodó – II. Erzsébet királynő (1968–1992)
  - Főkormányzó – 
    1. Sir Henry Garrioch (1977–1978), ügyvivő
    2. Sir Dayendranath Burrenchobay (1978–1983), lista

  - Kormányfő - Sir Seewoosagur Ramgoolam (1961–1982),[6] lista
- Mayotte (Franciaország tengerentúli megyéje)
  - Prefektus - 
    1. Jean Coussirou (1976–1978)
    2. Jean Rigotard (1978–1980), lista

  - A Területi Tanács elnöke - Younoussa Bamana (1976–2004)
- Mozambik (népköztársaság)
  - A kommunista párt vezetője – Samora Machel (1975–1986), a Mozambiki Felszabadítási Front elnöke
  - Államfő - Samora Machel (1975–1986), lista
- Niger (köztársaság)
  - Államfő - Seyni Kountché (1974–1987), lista
- Nigéria (köztársaság)
  - Államfő - Olusegun Obasanjo (1976–1979), a Legfelsőbb Katonai Tanács elnöke, lista
- Rhodesia (el nem ismert, de facto független ország)
  - Államfő -
    1. John Wrathall (1976–1978)
    2. Henry Everard (1978), ügyvivő
    3. Jack William Pithey (1978–1979), ügyvivő, lista

  - Kormányfő - Ian Smith (1965–1979), lista
- Ruanda (köztársaság)
  - Államfő - Juvénal Habyarimana (1973–1994), lista
- São Tomé és Príncipe (köztársaság)
  - Államfő - Manuel Pinto da Costa (1975–1991), lista
  - Kormányfő - Miguel Trovoada (1975–1979), lista
- Seychelle-szigetek (köztársaság)
  - Államfő - France-Albert René (1977–2004), lista
- Sierra Leone (köztársaság)
  - Államfő - Siaka Stevens (1971–1985), lista
  - Kormányfő - Christian Alusine Kamara-Taylor (1975–1978), lista
- Seychelle-szigetek (köztársaság)
  - Államfő - Léopold Sédar Senghor (1960–1980), lista
  - Kormányfő – Abdou Diouf (1970–1980), lista
- Szent Ilona, Ascension és Tristan da Cunha (Egyesült Királyság tengerentúli területe)
  - Kormányzó - Geoffrey Colin Guy (1976–1981), lista
- Szomália (népköztársaság)
  - A kommunista párt vezetője – Sziad Barré (1976–1991), a Szomáliai Forradalmi Szocialista Párt főtitkára
  - Államfő – Sziad Barré (1969–1991), lista
- Szudán (köztársaság)
  - Államfő - Dzsáfar Nimeri (1969–1985), lista
  - Kormányfő – Dzsáfar Nimeri (1977–1985), lista
- Szváziföld (abszolút monarchia)
  - Uralkodó - II. Sobhuza király (1921–1982)[7]
  - Kormányfő - Maphevu Dlamini (1976–1979), lista
- Tanzánia (köztársaság)
  - Államfő - Julius Nyerere (1962–1985),[8] lista
  - Kormányfő - Edward Sokoine (1977–1980), lista
  -  Zanzibár
    - Államfő – Mwinyi Aboud Jumbe sejk (1972–1984), elnök
- Togo (köztársaság)
  - Államfő - Gnassingbé Eyadéma (1967–2005), lista
- Tunézia (köztársaság)
  - Államfő - Habíb Burgiba (1957–1987), lista
  - Kormányfő - Hedi Amara Nuíra (1970–1980), lista
- Uganda (köztársaság)
  - Államfő - Idi Amin Dada (1971–1979), lista
- Zaire (köztársaság)
  - Államfő - Mobutu Sese Seko (1965–1997), lista
  - Kormányfő - Mpinga Kasenda (1977–1979), lista
- Zambia (köztársaság)
  - Államfő - Kenneth Kaunda (1964–1991), lista
  - Kormányfő – 
    1. Mainza Chona (1977–1978)
    2. Daniel Lisulo (1978–1981), lista
- Zöld-foki Köztársaság (köztársaság)
  - Államfő - Aristides Pereira (1975–1991), lista
  - Kormányfő - Pedro Pires (1975–1991), lista

## Dél-Amerika
- Argentína (köztársaság)
  - Államfő - Jorge Rafael Videla (1976–1981), lista
- Bolívia (köztársaság)
  - Államfő - 
    1. Hugo Banzer (1971–1978)
    2. Víctor González Fuentes (1978), a Junta elnöke
    3. Juan Pereda (1978)
    4. David Padilla (1978–1979), a Junta elnöke, lista
- Brazília (köztársaság)
  - Államfő - Ernesto Geisel (1974–1979), lista
- Chile (köztársaság)
  - Államfő - Augusto Pinochet tábornok (1973–1990), lista
- Ecuador (köztársaság)
  - Államfő - Alfredo Poveda (1976–1979), lista
- Falkland-szigetek (Az Egyesült Királyság tengerentúli területe)
  - Kormányzó - Sir James Roland Walter Parker (1977–1980), kormányzó lista
- Guyana (köztársaság)
  - Államfő - Arthur Chung (1970–1980), lista
  - Kormányfő - Forbes Burnham (1964–1980), lista
- Kolumbia (köztársaság)
  - Államfő - 
    1. Alfonso López Michelsen (1974–1978)
    2. Julio César Turbay Ayala (1978–1982), lista
- Paraguay (köztársaság)
  - Államfő - Alfredo Stroessner (1954–1989), lista
- Peru (köztársaság)
  - Államfő - Francisco Morales Bermúdez (1975–1980), lista
  - Kormányfő - 
    1. Guillermo Arbulú Galliani (1976–1978)
    2. Óscar Molina Pallochia (1978–1979), lista
- Suriname (köztársaság)
  - Államfő - Johan Ferrier (1968–1980),[9] lista
  - Kormányfő – Henck Arron (1973–1980),[9] lista
- Uruguay (köztársaság)
  - Államfő - Aparicio Méndez (1976–1981), lista
- Venezuela (köztársaság)
  - Államfő - Carlos Andrés Pérez (1974–1979), lista

## Észak- és Közép-Amerika
- Amerikai Egyesült Államok (köztársaság)
  - Államfő - Jimmy Carter (1977–1981), lista
  -  Puerto Rico (Az Egyesült Államok társult állama)
    - Kormányzó - Carlos Romero Barceló (1977–1985), lista

  -  Amerikai Virgin-szigetek (Az Egyesült Államok társult állama)
    - Kormányzó - 
      1. Cyril King (1975–1978)
      2. Juan Francisco Luis (1978–1987), lista
- Antigua (az Egyesült Királyság társult állama)
  - Főkormányzó - Sir Wilfred Jacobs (1967–1981), lista
  - Kormányfő - Vere Bird (1976–1994), lista
- Bahama-szigetek (parlamentáris monarchia)
  - Uralkodó - II. Erzsébet királynő, a Bahama-szigetek királynője (1973–2022)
  - Főkormányzó - 
    1. Sir Milo Butler (1973–1979)
    2. Sir Gerald Cash (1976–1979), ügyvivő, lista

  - Kormányfő - Sir Lynden Pindling (1967–1992),[10] lista
- Barbados (parlamentáris monarchia)
  - Uralkodó - II. Erzsébet királynő, Barbados királynője (1966–2021)
  - Főkormányzó - Sir Deighton Lisle Ward (1976–1984), lista
  - Kormányfő - Tom Adams (1976–1985), lista
- Belize (az Egyesült Királyság koronagyarmata)
  - Főkormányzó - Peter Donovan McEntee (1976–1980), Belize kormányzója
  - Kormányfő - George Cadle Price (1961–1984), lista
- Bermuda (Az Egyesült Királyság tengerentúli területe)
  - Kormányzó - Sir Peter Ramsbotham (1977–1980), lista
  - Kormányfő - David Gibbons (1977–1982), lista
- Brit Virgin-szigetek (Az Egyesült Királyság tengerentúli területe)
  - Kormányzó - 
    1. Walter Wilkinson Wallace (1974–1978)
    2. James Alfred Davidson (1978–1982), lista

  - Kormányfő - Willard Wheatley (1971–1979), lista
- Costa Rica (köztársaság)
  - Államfő - 
    1. Daniel Oduber Quirós (1974–1978)
    2. Rodrigo Carazo Odio (1978–1982), lista
- Dominikai Közösség (köztársaság)
- 1978. november 3-án nyerte el függetlenségét.
  - Államfő - Sir Louis Cools-Lartigue (1968–1979), lista
  - Kormányfő - Patrick John (1974–1979), lista
- Dominikai Köztársaság (köztársaság)
  - Államfő - 
    1. Joaquín Balaguer (1966–1978)
    2. Antonio Guzmán Fernández (1978–1982), lista
- Salvador (köztársaság)
  - Államfő - Carlos Humberto Romero (1977–1979), lista
- Grenada (parlamentáris monarchia)
  - Uralkodó - II. Erzsébet királynő, Grenada királynője, (1974–2022)
  - Főkormányzó - 
    1. Sir Leo de Gale (1974–1978)
    2. Sir Paul Scoon (1978–1992), lista

  - Kormányfő - Sir Eric Gairy (1967–1979),[11] lista
- Guatemala (köztársaság)
  - Államfő - 
    1. Kjell Eugenio Laugerud García (1974–1978)
    2. Fernando Romeo Lucas García (1978–1982), lista
- Haiti (köztársaság)
  - Államfő - Jean-Claude Duvalier (1971–1986), Haiti örökös elnöke, lista
- Holland Antillák (A Holland Királyság társult állama)
  - Kormányzó - Bernadito M. Leito (1970–1983), lista
  - Miniszterelnök - Silvius Gerard Marie Rozendal (1977–1979), lista
- Honduras (köztársaság)
  - Államfő - 
    1. Juan Alberto Melgar Castro (1975–1978)
    2. Policarpo Paz García (1978–1982), lista
- Jamaica (parlamentáris monarchia)
  - Uralkodó - II. Erzsébet királynő, Jamaica királynője, (1962–2022)
  - Főkormányzó - Sir Florizel Glasspole (1973–1991), lista
  - Kormányfő - Michael Manley (1972–1980), lista
- Kajmán-szigetek (Az Egyesült Királyság tengerentúli területe)
  - Kormányzó - Thomas Russell (1974–1982), lista
- Kanada (parlamentáris monarchia)
  - Uralkodó - II. Erzsébet királynő, Kanada királynője, (1952–2022)
  - Főkormányzó - Jules Léger (1974–1979), lista
  - Kormányfő - Pierre Trudeau (1968–1979), lista
- Kuba (népköztársaság)
  - A kommunista párt főtitkára - Fidel Castro (1965–2011), főtitkár
  - Államfő - Fidel Castro (1976–2008), lista
  - Miniszterelnök - Fidel Castro (1959–2008), lista
- Mexikó (köztársaság)
  - Államfő - José López Portillo (1976–1982), lista
- Montserrat (Az Egyesült Királyság tengerentúli területe)
  - Kormányzó - Gwilyum Wyn Jones (1977–1980), lista
  - Kormányfő - 
    1. Percival Austin Bramble (1970–1978)
    2. John Osborne (1978–1991), lista
- Nicaragua (köztársaság)
  - Államfő - A Nemzeti Újjáépítés Tanácsa (1978–1985), lista
- Panama (köztársaság)
  - De facto országvezető – Omar Torrijos (1968–1981), a Nemzeti Gárda parancsnoka
  - Államfő - 
    1. Demetrio B. Lakas (1969–1978)
    2. Aristides Royo (1978–1982), lista

  - Panama-csatorna-övezet (USA külbirtok)
    - Kormányzó –  Harold Parfitt (1975–1979), lista
- Saint Christopher and Nevis (az Egyesült Királyság társult állama)
  - Kormányzó - Sir Probyn Ellsworth-Innis (1975–1981), kormányzó
  - Kormányfő - 
    1. Robert Bradshaw (1966–1978)
    2. Paul Southwell (1978–1979), lista
- Saint Lucia (az Egyesült Királyság társult állama)
  - Kormányzó - Sir Allen Montgomery Lewis (1974–1980), lista
  - Kormányfő - John Compton (1964–1979), lista
- Saint-Pierre és Miquelon (Franciaország külbirtoka)
  - Prefektus - Pierre Eydoux (1977–1979), lista
  - A Területi Tanács elnöke - Albert Pen (1968–1984), lista
- Saint Vincent és a Grenadine-szigetek (az Egyesült Királyság társult állama)
  - Kormányzó - Sir Sydney Gun-Munro (1976–1985), lista
  - Kormányfő - Milton Cato (1974–1984), lista
- Trinidad és Tobago (köztársaság)
  - Államfő - Sir Ellis Clarke (1972–1987),[12] lista
  - Kormányfő - Eric Williams (1956–1981),[13] lista
- Turks- és Caicos-szigetek (Az Egyesült Királyság tengerentúli területe)
  - Kormányzó - 
    1. Arthur Christopher Watson (1975–1978)
    2. John Clifford Strong (1978–1982), lista

  - Főminiszter - James Alexander George Smith McCartney (1976–1980), lista

## Ázsia
- Afganisztán (köztársaság)
- Az Afgán Köztársaság neve 1978. április 30-án változott Afgán Népi Demokratikus Köztársaságra.
  - Államfő – 
    1. Mohammed Daúd Khan (1973–1978)
    2. Abdul Kadír Dagarval (1978), Afganisztán Fegyveres Erői Forradalmi Tanácsának elnöke
    3. Nur Mohammad Taraki (1978–1979), lista

  - Kormányfő – Nur Mohammad Taraki (1978–1979), lista
- Bahrein (alkotmányos monarchia)
  - Uralkodó - II. Ísza emír (1961–1999)[14]
  - Kormányfő - Halífa ibn Szalmán Al Halífa, lista (1970–2020)[15]
- Banglades (köztársaság)
  - Államfő - Ziaur Rahman (1977–1981), lista
  - Kormányfő – Mashiur Rahman (1978–1979), lista
- Bhután (abszolút monarchia)
  - Uralkodó - Dzsigme Szingye Vangcsuk király (1972–2006)
- Brunei (brit protektorátus)
  - Főmegbízott - 
    1. James Alfred Davidson (1975–1978)
    2. Arthur Christopher Watson (1978–1984), Brunei brit főmegbízottja

  - Uralkodó - Hassanal Bolkiah, szultán (1967–)
  - Kormányfő - Pengiran Dipa Negara Laila Diraja Pengiran Abdul Mumin (1972–1981), lista
- Burma (köztársaság)
  - Államfő - Ne Vin (1962–1981), lista
  - Kormányfő - Maung Maung Kha ezredes (1977–1988), lista
- Dél-Korea (köztársaság)
  - Államfő - Pak Csong Hi (1962–1979), lista
  - Kormányfő - Cshö Gjuha (1975–1979), lista
- Egyesült Arab Emírségek (abszolút monarchia)
  - Elnök - Zájed bin Szultán Ál Nahján (1971–2004), lista
  - Kormányfő - Maktúm bin Rásid Ál Maktúm (1971–1979), lista
  - Az egyes Emírségek uralkodói (lista):
    - Abu-Dzabi – Zájed bin Szultán Ál Nahján (1966–2004)
    - Adzsmán – Rásid ibn Humajd an-Nuajmi (1928–1981)
    - Dubaj – Rásid bin Szaíd Ál Maktúm (1958–1990)
    - Fudzsejra – Hamad ibn Muhammad as-Sarki (1974–)
    - Rász el-Haima – Szakr ibn Muhammad al-Kászimi (1948–2010)
    - Sardzsa – Szultán ibn Muhammad al-Kászimi (1972–)
    - Umm al-Kaivain – Ahmád ibn Rásid al-Mualla (1929–1981)
- Észak-Korea (népköztársaság)
  - A kommunista párt főtitkára - Kim Ir Szen (1948–1994), főtitkár
  - Államfő - Kim Ir Szen (1972–1994), országvezető
  - Kormányfő - Ri Dzsongok (1977–1984), lista
- Fülöp-szigetek (köztársaság)
  - Államfő - Ferdinand Marcos (1965–1986), lista
  - Kormányfő – Ferdinand Marcos (1978–1981), lista
- Hongkong (brit koronafüggőség)
  - Kormányzó - Sir Murray MacLehose (1971–1982), lista
- India (köztársaság)
  - Államfő - Nilam Szandzsiva Reddy (1977–1982), lista
  - Kormányfő - Morárdzsi Deszái (1977–1979), lista
- Indonézia (köztársaság)
  - Államfő - Suharto (1967–1998), lista
- Irak (köztársaság)
  - Államfő - Ahmed Haszan al-Bakr (1968–1979), lista
  - Kormányfő - Ahmed Haszan al-Bakr (1968–1979), lista
- Irán (monarchia)
  - Uralkodó – Mohammad Reza Pahlavi sah (1941–1979)
  - Kormányfő – 
    1. Dzsamsid Amuzegar (1977–1978)
    2. Dzsáfar Saríf-Emami (1978)
    3. Golám Reza Azhari (1978–1979), lista
- Izrael (köztársaság)
  - Államfő - 
    1. Efráím Kácír (1973–1978)
    2. Jichák Návón (1978–1983), lista

  - Kormányfő - Menáhém Begín (1977–1983), lista
- Japán (parlamentáris monarchia)
  - Uralkodó - Hirohito császár (1926–1989)
  - Kormányfő - 
    1. Takeo Fukuda (1976–1978)
    2. Ohira Maszajosi (1978–1980), lista
- Dél-Jemen (Jemeni Népi Demokratikus Köztársaság) (népköztársaság)
  - A kommunista párt vezetője – Abdul Fattah Iszmaíl (1978–1980), a Jemeni Szocialista Párt főtitkára
  - Államfő – 
    1. Szálim Rubaí Alí (1969–1978)
    2. Ali Naszír Mohammed (1978)
    3. Abdul Fattah Iszmaíl (1978–1980), Dél-Jemen Legfelsőbb Népi Tanácsa elnökségének elnöke

  - Kormányfő – Haidar Abu Bakr al-Attasz (1971–1986)
- Észak-Jemen (Jemeni Arab Köztársaság) (köztársaság)
  - Államfő - 
    1. Ahmed al-Gasmi (1977–1978)
    2. Abdul Karim Abdullah al-Arasi (1978)
    3. Ali Abdullah Szaleh (1978–2012),[16] lista

  - Kormányfő – Abdul Azíz Abdul Gáni (1975–1980), lista
- Jordánia (alkotmányos monarchia)
  - Uralkodó - Huszejn király (1952–1999)
  - Kormányfő - Mudár Badrán (1976–1979), lista
- Demokratikus Kambodzsa (népköztársaság)
  - Államtanács elnöke – Khieu Szamphan (1976–1979), lista
  - Kormányfő - Pol Pot (1976–1979), lista
- Katar (abszolút monarchia)
  - Uralkodó - Halífa emír (1972–1995)
  - Kormányfő - Halífa emír (1970–1995)[17]
- Kína (népköztársaság)
  - Legfelső Vezető – Teng Hsziao-ping (1970–90-es évek)
  - A kommunista párt főtitkára - Hua Kou-feng (1976–1981), főtitkár
  - Államfő - 
    1. a kínai Népi Küldöttgyűlés Állandó Bizottságának alelnökei (1976–1978), ügyvivő államfő hiányában
    2. Je Csian-jing (1978–1983), lista

  - Kormányfő - Hua Kuo-feng (1976–1980), lista
- Kuvait (alkotmányos monarchia)
  - Uralkodó - III. Dzsáber emír (1977–2006)[18]
  - Kormányfő - 
    1. Dzsáber al-Ahmad al-Dzsáber asz-Szabáh (1965–1978)
    2. Szaad al-Abdulláh al-Szálim asz-Szabáh (1978–2003),[18] lista
- Laosz (népköztársaság)
  - A kommunista párt főtitkára - Kaiszone Phomviháne (1975–1992), főtitkár
  - Államfő - Szuphanuvong (1975–1991), ügyvezető elnök, lista
  - Kormányfő - Kaiszone Phomviháne (1975–1991), lista
- Libanon (köztársaság)
  - Államfő - Elíasz Szárkisz (1976–1982), lista
  - Kormányfő - Szelím al-Hossz (1976–1980), lista
- Makaó (Portugália tengerentúli területe)
  - Kormányzó - José Garcia Leandro (1974–1979), kormányzó
- Malajzia (parlamentáris monarchia)
  - Uralkodó - Jahja Petra szultán (1975–1979)
  - Kormányfő - Husszein Onn (1976–1981), lista
- Maldív-szigetek (köztársaság)
  - Államfő - 
    1. Ibrahim Nasir (1968–1978)
    2. Maumoon Abdul Gayoom (1978–2008), lista
- Mongólia (népköztársaság)
  - A kommunista párt vezetője – Jumdzságin Cedenbál (1958–1984), Mongol Forradalmi Néppárt Központi Bizottságának főtitkára
  - Államfő - Jumdzságin Cedenbál (1974–1984), Mongólia Nagy Népi Hurálja Elnöksége elnöke, lista
  - Kormányfő - Dzsambün Batmönkh (1974–1984), lista
- Nepál (alkotmányos monarchia)
  - Uralkodó - Bírendra király (1972–2001)
  - Kormányfő - Kirti Nidhi Biszta (1977–1979), lista
- Omán (abszolút monarchia)
  - Uralkodó - Kábúsz szultán (1970–2020)
  - Kormányfő - Kábúsz bin Száid al Száid (1972–2020), lista
- Pakisztán (köztársaság)
  - Államfő - 
    1. Fazal Ilahi Chaudhry (1973–1978)
    2. Mohammad Ziaul Hakk (1978–1988), lista

  - Kormányfő - Mohammad Ziaul Hakk (1977–1985), lista
- Srí Lanka (köztársaság)
  - Államfő - 
    1. William Gopallawa (1962–1978)[19]
    2. Junius Richard Jayewardene (1978–1989), lista

  - Kormányfő - 
    1. Junius Richard Jayewardene (1977–1978)
    2. Ranasinghe Premadasa (1978–1989), lista
- Szaúd-Arábia (abszolút monarchia)
  - Uralkodó - Khalid király (1975–1982)
  - Kormányfő - Khalid király (1975–1982)
- Szingapúr (köztársaság)
  - Államfő - Benjamin Sheares (1971–1981), lista
  - Kormányfő - Li Kuang-jao (1959–1990)[20]
- Szíria (köztársaság)
  - Államfő - Hafez al-Aszad (1971–2000), lista
  - Kormányfő - 
    1. Abdul Rahman Klejfaví (1976–1978)
    2. Muhammad Ali al-Halabí (1978–1980), lista
- Tajvan (köztársaság)
  - Államfő - 
    1. Jen Csia-kan (1975–1978)
    2. Csiang Csin-kuo (1978–1988), lista

  - Kormányfő - 
    1. Csiang Csin-kuo (1972–1978)
    2. Szun Jun-szuan (1978–1984), lista
- Thaiföld (parlamentáris monarchia)
  - Uralkodó - Bhumibol Aduljadezs király (1946–2016)
  - Kormányfő - Krjangszak Csamanan (1976–1980), lista
- Törökország (köztársaság)
  - Államfő - Fahri Korutürk (1973–1980), lista
  - Kormányfő - 
    1. Süleyman Demirel (1977–1978)
    2. Bülent Ecevit (1978–1979), lista
- Vietnám (népköztársaság)
  - A kommunista párt főtitkára - Lê Duẩn (1960–1986), főtitkár
  - Államfő - Tôn Đức Thắng (1969–1980), lista
  - Kormányfő - Phạm Văn Đồng (1955–1987),[21] lista

## Óceánia
- Amerikai Szamoa (Az Amerikai Egyesült Államok külterülete)
  - Kormányzó - 
    1. H. Rex Lee (1977–1978)
    2. Peter Tali Coleman (1978–1985), lista
- Ausztrália (parlamentáris monarchia)
  - Uralkodó - II. Erzsébet királynő, Ausztrália királynője, (1952–2022)
  - Főkormányzó - Sir Zelman Cowen (1977–1982), lista
  - Kormányfő - Malcolm Fraser (1975–1983), lista
  -  Karácsony-sziget (Ausztrália külterülete)
    - Adminisztrátor - F.C. Boyle (1977–1980)

  -  Kókusz (Keeling)-szigetek (Ausztrália külterülete)
    - Adminisztrátor - Charles Ivens Buffett (1977–1981)

  -  Norfolk-sziget (Ausztrália autonóm területe)
    - Adminisztrátor - Desmond Vincent O'Leary (1976–1979)
    - Kormányfő - William Arthur Blucher (1976–1978), lista
- Csendes-óceáni-szigetek (ENSZ gyámsági terület, USA adminisztráció)
  - Főbiztos – Adrian P. Winkel (1977–1981)
  -  Északi-Mariana-szigetek (autonóm terület)
    - Kormányzó - Carlos Camacho (1978–1982), lista
- Fidzsi (monarchia)
  - Uralkodó – II. Erzsébet királynő, Fidzsi királynője, (1970–1987)
  - Főkormányzó – Ratu Sir George Cakobau (1973–1983), lista
  - Kormányfő - Ratu Sir Kamisese Mara (1967–1987), lista
- Francia Polinézia (Franciaország külterülete)
  - Főbiztos - Paul Cousseran (1977–1981), lista
- Gilbert-szigetek (brit protektorátus)
  - Kormányzó – 
    1. John Hilary Smith (1973–1978)
    2. Reginald James Wallace (1978–1979), lista

  - Kormányfő – 
    1. Naboua Ratieta (1974–1978)
    2. Ieremia Tabai (1978–1979), lista
- Guam (Az USA külterülete)
  - Kormányzó - Ricardo Bordallo (1975–1979), lista
- Nauru (köztársaság)
  - Államfő - 
    1. Bernard Dowiyogo (1976–1978)
    2. Lagumot Harris (1978)
    3. Hammer DeRoburt (1978–1986), lista
- Nyugat-Szamoa (parlamentáris monarchia)
  - Uralkodó - Malietoa Tanumafili II, O le Ao o le Malo (1962–2007)
  - Kormányfő - Tufuga Efi (1976–1982), lista
- Pápua Új-Guinea (parlamentáris monarchia)
  - Uralkodó - II. Erzsébet királynő, Pápua Új-Guinea királynője (1975–2022)
  - Főkormányzó - Sir Tore Lokoloko (1977–1983), lista
  - Kormányfő - Michael Somare (1973–1980),[22] lista
  -  Bougainville (autonóm terület)
    - Miniszterelnök – Alexis Sarei (1975–1980) adminisztrátor
- Pitcairn-szigetek (Az Egyesült Királyság külbirtoka)
  - Kormányzó - Sir Harold Smedley (1976–1980), lista
- Salamon-szigetek (parlamentáris monarchia)
- A Brit Salamon-szigetek protektorátus 1978. július 7-én nyerte el függetlenségét.
  - Uralkodó - II. Erzsébet királynő, a Salamon-szigetek királynője (1978–2022)
  - Főkormányzó - 
    1. Sir Colin Allan (1976–1978)
    2. Baddeley Devesi (1978–1988), lista

  - Kormányfő - Peter Kenilorea (1976–1981),[23] lista
- Tonga (alkotmányos monarchia)
  - Uralkodó - IV. Tāufaʻāhau Tupou király (1965–2006)[24]
  - Kormányfő - Fatafehi Tu'ipelehake herceg (1965–1991),[24] lista
- Tuvalu (parlamentáris monarchia)
- Az  Ellice-szigetek 1978. október 1-jén nyerte el függetlenségét.
  - Uralkodó - II. Erzsébet királynő, Tuvalu királynője (1978–2022)
  - Főkormányzó - 
    1. Thomas H. Laying (1975–1978), az Ellice-szigetek főszemlélője
    2. Sir Fiatau Penitala Teo (1978–1986), lista

  - Kormányfő - Toaripi Lauti (1975–1981),[25] lista
- Új-Hebridák (brit-francia kondomínium)
  - brit helyi kormányzó - 
    1. John Stuart Champion (1975–1978)
    2. Andrew Stuart (1978–1980)

  - francia helyi kormányzó[26] - 
    1. Robert Gauger (1974–1978)
    2. Bernard Pottier (1978)
    3. Jean-Jacques Robert (1978–1980)

  - Főminiszter -
    1. George Kalsakau (1977–1978)
    2. Gérard Leymang (1978–1979)
- Új-Kaledónia (Franciaország külbirtoka)
  - Főbiztos -
    1. Gabriel Ériau (1974–1978)
    2. Claude Charbonniaud (1978–1981), lista
- Új-Zéland (parlamentáris monarchia)
  - Uralkodó - II. Erzsébet királynő, Új-Zéland királynője (1952–2022)
  - Főkormányzó - Sir Keith Holyoake (1977–1980), lista
  - Kormányfő - Robert Muldoon (1975–1984), lista
  -  Cook-szigetek (Új-Zéland társult állama)
    - A királynő képviselője - Sir Gaven Donne (1975–1984)
    - Kormányfő -

    1. Albert Henry (1965–1978)
    2. Tom Davis (1978–1983), lista

  -  Niue (Új-Zéland társult állama)
    - Kormányfő - Sir Robert Rex (1974–1992), lista

  -  Tokelau-szigetek (Új-Zéland külterülete)
    - Adminisztrátor - Frank Corner (1975–1984)
- Wallis és Futuna (Franciaország külterülete)
  - Főadminisztrátor - Henri Beaux (1976–1979), lista
  - A Területi Gyűlés elnöke - 
    1. Pasilio Tui (1977–1978)
    2. Manuele Lisiahi (1978–1984), lista